# Tempête tropicale Tammy (2005)
Pour les articles homonymes, voir Cyclone tropical Tammy.
La tempête tropicale Tammy a été le 20e cyclone tropical de la saison cyclonique 2005 dans le bassin de l'océan Atlantique. C'est la première utilisation du nom Tammy pour un cyclone tropical. Il n'y a eu aucun décès directement lié à la tempête mais dix personnes ont été tuées par les restes de la tempête en combinaison avec les restes de la dépression subtropicale Vingt-deux. Le total des dommages causés par la tempête s'élevait à 30 millions de dollars $US de 2005.

## Évolution météorologique
Le 24 septembre 2005, une onde tropicale accompagnée d'une perturbation quitta la côte ouest de l'Afrique. L'onde se déplaça vers l'ouest-nord-ouest et perdit ses nuages convectifs. Le 2 octobre, ayant atteint le nord des Petites Antilles, elle entra en interaction avec un creux dépressionnaire non-tropical placé à l'est. L'activité orageuse se développa, mais le cisaillement du vent empêcha l'intensification de la perturbation tropicale. Tard le 4 octobre, la portion nord de l'onde tropicale se détacha et prit une direction nord-ouest, entrant dans une zone de plus faible cisaillement près des Bahamas. Étant à proximité d'un fort anticyclone, des vents modérés (environ 60 km/h) se développèrent autour du creux dépressionnaire, vu le gradient de pression atmosphérique.
Tôt le 5 octobre, au-dessus des Bahamas, le creux développa des nuages convectifs le long de son axe. Vers 4:00 UTC, le National Hurricane Center a observé la présence d'un système de basse pression de surface au-dessus du Détroit de Floride. Les radars météorologiques Doppler du National Weather Service de Miami et de Melbourne, en Floride, ont aussi noté une circulation cyclonique dans les couches moyennes de l'atmosphère dans la perturbation. À 6:00 UTC, on confirma la présence d'une circulation cyclonique à la surface, à environ 37 km à l'est de Jupiter. Étant donné la présence de vents de 65 km/h déjà présents dans le secteur, le cyclone devint directement tempête tropicale. On le nomma Tammy.
Sous l'influence d'un vent du sud-est, en provenance d'une zone de basses pressions de l'est du Golfe du Mexique, le cyclone se déplaça à 20 km/h vers le nord-ouest, suivant la côte est floridienne. Tard le 5 octobre, Tammy tourna vers l'ouest-nord-ouest puis s'intensifia avant de toucher terre dans le nord-est de la Floride, près d'Atlantic Beach vers 23 h UTC.
Après avoir touché terre, Tammy accéléra son déplacement à 35 km/h vers l'ouest à travers le sud de la Géorgie tôt le 6 octobre. Le cyclone faiblit rapidement en dépression à 12:00 UTC et dégénéra en creux dépressionnaire vers 18:00 UTC. Les restes de Tammy se déplacèrent lentement vers le sud-ouest à travers le sud de l'Alabama et l'ouest de la Floride. Le 7 octobre, vers 6 h UTC, le creux a été absorbé par la zone de basses pressions située au-dessus du centre-est du Golfe du Mexique.

## Bilan

### États-Unis

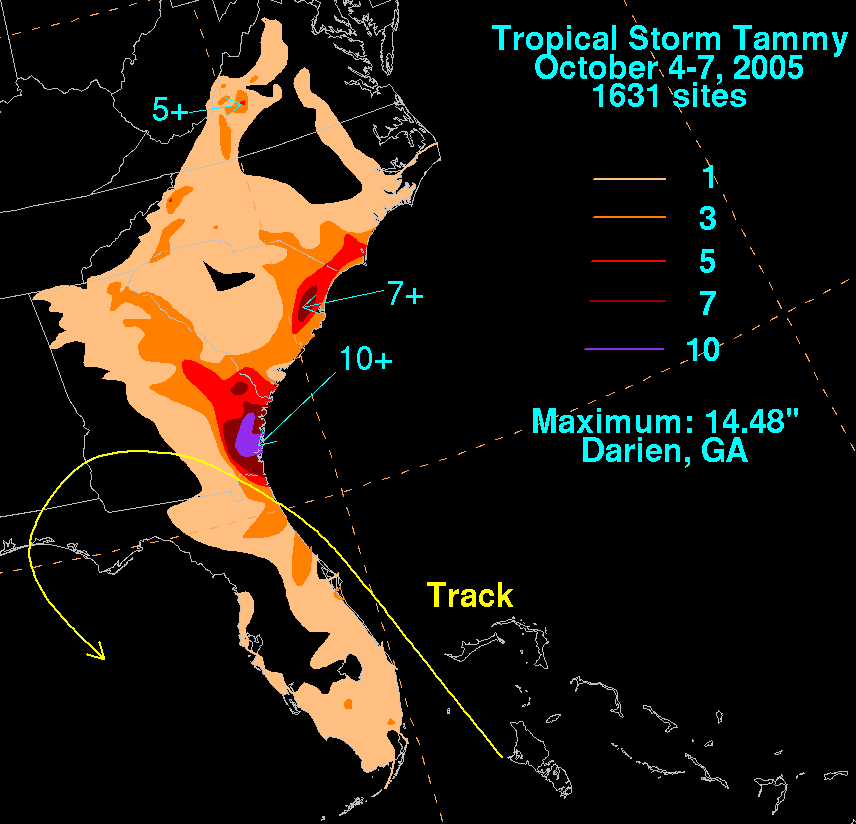
Totaux de pluie avec Tammy.

Tammy a laissé 150 mm de pluie sur son parcours. Certaines localités du sud-est de la Géorgie ont reçu jusqu'à 14,48 pouces (368 mm) de précipitations, causant des inondations dans le comté de McIntosh. Au moins 15 routes ont été emportées, deux digues brisées, et 5 résidences endommagées. Dans le comté de Glynn (Géorgie), les fortes pluies ont inondé plusieurs maisons.
La marée de tempête de 60 à 120 cm de hauteur accompagnant le cyclone a causé des inondations d'eau salée tout le long des côtes et îles barrières du nord-est de la Floride, Géorgie et de la Caroline du Sud. En Floride, plusieurs plages ont reculé d'au moins 60 cm dans les comtés de St. Johns et Flagler, puis plusieurs trottoirs ont été endommagés ou emportés dans le comté de Nassau. Plus au nord, on a noté une forte érosion des plages à Tybee Island (Géorgie), à Isle of Palms (Caroline du Sud). Plusieurs résidences ont été endommagées à Edisto Beach lorsque la plage a reculé.
Dans l'après-midi du 5 octobre, une tornade F0 a endommagé le toit d'un hôtel et perturbé les opérations de l'aéroport du comté de Glynn, à Brunswick (Géorgie).
Les dommages assurés causés par Tammy sur le sol américain sont inférieurs à 25 millions USD de 2005.